# Bruce Hale
William Bruce Hale (Medford, Oregón, 30 de agosto de 1918-Orinda, California, 30 de diciembre de 1980) fue un jugador y entrenador de baloncesto estadounidense que disputó tres temporadas entre la BAA y la NBA, además de jugar en la NBL y la PBLA, varias de ellas como jugador-entrenador. Ya sólo como entrenador, dirigió equipos además en la NCAA y la ABA. Con 1,85 metros de estatura, jugaba en la posición de base. Era el abuelo de Scooter, Jon, Brent y Drew Barry, y suegro de Rick Barry.

## Trayectoria deportiva

### Universidad
Jugó durante su etapa universitaria en los Broncos de la Universidad de Santa Clara, con los que fue el máximo anotador de la costa del Pacífico en 1939, 1940 y 1941.

### Profesional
Comenzó su andadura profesional en los Dayton Dive Bombers participando en el World Professional Basketball Tournament, torneo en el que fue incluido en el mejor quinteto del campeonato. Al año siguiente fichó como jugador-entrenador por los Chicago American Gears de la NBL, con los que promedió 10,4 puntos por partido, conquistando el título de campeones.
En 1947 fichó por los St. Paul Saints de la PBLA, donde fue el cuarto mejor anotador de la competición, con 16,1 puntos por partido, sólo superado por George Mikan, Colby Gunther y Bob McDermott, además de líder de la liga en porcentaje de tiros libres, con un 86,1% de acierto, siendo incluido en el mejor quinteto del campeonato.
Al año siguiente regresó a la NBL, a los Indianapolis Kautskys, donde fue el segundo mejor anotador del equipo tras Arnie Risen, promediando 11,4 puntos por partido. En 1948 el equipo pasó a jugra en la BAA con la denominación de Indianapolis Jets, pero tras 18 partidos fue traspasado a los Fort Wayne Pistons, junto con Ralph Hamilton, Walt Kirk y Blackie Towery a cambio de John Mahnken. Allí acabó la temporada promediando 9,4 puntos y 2,6 asistencias por partido.
Tras no renovar con los Pistons, en 1949 fichó como agente libre por los Indianapolis Olympians, donde jugó dos temporadas más antes de retirarse, siendo en la primera de ellas uno de los mejores anotadores del equipo, promediando 10,3 puntos por partido.

#### Estadísticas en la BAA y la NBA

##### Temporada regular
| Temporada | Edad | Equipo                 | Liga  | Pos. | P   | TIT | MIN | TC  | TCA  | %TC  | 3P | 3PA | %3P | TL  | TLA | %TL  | R.OF. | R.DEF. | REB | ASIS | ROB | TAP | PER | FP  | PTS  |
| 1948-49   | 30   | TOTAL                  | BAA   |      | 52  |     |     | 3.6 | 11.3 | .320 |    |     |     | 3.3 | 4.4 | .754 |       |        |     | 3.0  |     |     |     | 2.2 | 10.5 |
| 1948-49   | 30   | Indianapolis Jets      | BAA   |      | 18  |     |     | 4.3 | 13.2 | .329 |    |     |     | 3.9 | 5.1 | .761 |       |        |     | 3.8  |     |     |     | 2.2 | 12.6 |
| 1948-49   | 30   | Fort Wayne Pistons     | BAA   |      | 34  |     |     | 3.2 | 10.2 | .313 |    |     |     | 3.0 | 4.0 | .750 |       |        |     | 2.6  |     |     |     | 2.1 | 9.4  |
| 1949-50   | 31   | Indianapolis Olympians | NBA   |      | 64  |     |     | 3.4 | 9.6  | .353 |    |     |     | 3.5 | 4.5 | .782 |       |        |     | 3.5  |     |     |     | 2.2 | 10.3 |
| 1950-51   | 32   | Indianapolis Olympians | NBA   |      | 26  |     |     | 1.5 | 5.2  | .296 |    |     |     | 0.5 | 0.9 | .609 |       |        | 1.9 | 1.6  |     |     |     | 1.2 | 3.6  |
| Total     |      |                        | TOTAL |      | 142 |     |     | 3.1 | 9.4  | .333 |    |     |     | 2.9 | 3.8 | .763 |       |        | 1.9 | 3.0  |     |     |     | 2.0 | 9.1  |
|           |      |                        | NBA   |      | 90  |     |     | 2.9 | 8.3  | .343 |    |     |     | 2.6 | 3.4 | .769 |       |        | 1.9 | 3.0  |     |     |     | 1.9 | 8.3  |
|           |      |                        | BAA   |      | 52  |     |     | 3.6 | 11.3 | .320 |    |     |     | 3.3 | 4.4 | .754 |       |        |     | 3.0  |     |     |     | 2.2 | 10.5 |

##### Playoffs
| Temporada | Edad | Equipo                 | Liga | Pos. | P | TIT | MIN | TC  | TCA | %TC  | 3P | 3PA | %3P | TL  | TLA | %TL  | R.OF. | R.DEF. | REB | ASIS | ROB | TAP | PER | FP  | PTS |
| 1949-50   | 31   | Indianapolis Olympians | NBA  |      | 6 |     |     | 2.3 | 6.7 | .350 |    |     |     | 2.5 | 2.8 | .882 |       |        |     | 2.8  |     |     |     | 1.8 | 7.2 |
| 1950-51   | 32   | Indianapolis Olympians | NBA  |      | 1 |     |     | 0.0 | 0.0 |      |    |     |     | 0.0 | 0.0 |      |       |        | 0.0 | 0.0  |     |     |     | 0.0 | 0.0 |
| Total     |      |                        | NBA  |      | 7 |     |     | 2.0 | 5.7 | .350 |    |     |     | 2.1 | 2.4 | .882 |       |        | 0.0 | 2.4  |     |     |     | 1.6 | 6.1 |

### Entrenador
En 1954 regresó a los banquillos como entrenador de la Universidad de Miami, a la que llevó a su primera participación en posttemporada en 1960, logrando a lo largo de sus 13 temporadas 220 victorias y 112 derrotas. En ese periodo dirigió a un jugador que se convertiría en All-American, Rick Barry, que acabó casándose con su hija Pamela, con la que tuvo cuatro hijos que llegaron a ser profesionales en el baloncesto, Scooter, Jon, Brent y Drew.
En 1967 regresó como entrenador a un equipo profesional, a los Oakland Oaks de la ABA, a los que dirigió una temporada, en la que no consiguió clasificar al equipo para los playoffs, logrando 22 victorias y 56 derrotas.
En 1970 fue nombrado entrenador del Saint Mary's College, al que dirigió tres temporadas, en las que consiguió 26 victorias y 52 derrotas.